# The Shawshank Redemption
The Shawshank Redemption is een Amerikaanse speelfilm uit 1994 geregisseerd door Frank Darabont naar het korte verhaal Rita Hayworth And Shawshank Redemption van Stephen King. De hoofdrolspelers zijn Tim Robbins (Andy Dufresne) en Morgan Freeman (Ellis Boyd "Red" Redding).
In de "Top 250" van de Internet Movie Database staat deze film op de eerste plaats. De film kreeg zeven Oscarnominaties, maar verzilverde geen enkele daarvan.

## Verhaal
The Shawshank Redemption is een film over het leven in de Amerikaanse Shawshankgevangenis, waar corruptie bij bewakers en directie een grote rol speelt. Andy Dufresne, een bankier, wordt tot levenslang veroordeeld voor de moord op zijn vrouw en haar minnaar. Hij blijft echter volhouden dat hij onschuldig is. In Shawshank raakt hij na een moeilijk begin eigen met zijn medegevangenen. Een van hen is Red, de verteller van het verhaal, die gecharmeerd raakt door de enorme slimheid van Andy. Als Andy aan Red vraagt of hij aan een geologenhamer kan komen, levert Red, die maten heeft bij de wasserij, dit hamertje aan Andy. Het contact bloeit op tot een vriendschap.
Op een dag krijgen Andy, Red en andere maten de kans om het dak van de gevangenis opnieuw van een teerlaag te voorzien. Tijdens dit klussen hoort Andy de hoofdbewaker Byron Hadley praten over een mogelijke erfenis, waarvan hij door de Amerikaanse successierechten een groot deel dreigt mis te lopen. Andy, die als vroegere bankier verstand heeft van financiële zaken, stelt Hadley voor een deel van zijn vermogen aan zijn vrouw te schenken om de successierechten te ontduiken. Hadley gelooft Andy eerst niet, maar volgt Andy's advies toch op. En zo overkomt het Andy, Red en hun vrienden dat zij op een warme meidag een biertje mogen drinken.
Na dit voorval heeft Samuel Norton, de directeur van de gevangenis, Andy's slimheid door, en krijgt hij allerlei tijdverdrijvende klusjes aangeboden. Andy begint een bibliotheek en zelfs een belastingadviesbureau in de gevangenis. Uiteindelijk regelt Andy zelfs de bankzaken van Norton. Hij weet een soort denkbeeldige "stille" vennoot te scheppen die veel investeert in de gevangenis. Hadley betaalt Andy terug door de sadistische gevangene Bogs (die Andy meermalen in elkaar geslagen en verkracht heeft), in een rolstoel te slaan, waarna Bogs overgeplaatst moet worden.
Een oude gevangene, Brooks Hatlen, die zijn hele volwassen leven in Shawshank heeft doorgebracht, wordt vrijgelaten. Hij is bang voor de onbekende wereld buiten de gevangenis en probeert binnen te blijven door een medegevangene iets aan te doen. Het loopt met een sisser af en Brooks verlaat de gevangenis. Hij kan zich echter niet meer aanpassen in de sterk veranderde maatschappij en pleegt uiteindelijk zelfmoord.
Een licht gestrafte gevangene, Tommy Williams, komt naar de gevangenis. Hij is analfabeet en Andy leert hem lezen en schrijven. Later blijkt dat Tommy ooit een cel heeft gedeeld met de dader van de dubbele moord waarvoor Andy vastzit. De man vertelde vol plezier dat hij een "golfer met zijn meisje" doodschoot en dat de echtgenoot van de vrouw ervoor vastzit. Na dit verhaal vraagt Andy aan Norton om hem een hoger beroep mogelijk te maken. Norton weigert, want hij wil Andy, die zijn geldzaken regelt, niet kwijt. Andy wordt boos en noemt de directeur bot. Vervolgens laat Norton hem voor een maand in de isoleercel vastzetten.
Tijdens die maand roept  Norton op een avond Tommy naar de binnenplaats. Hij vraagt hem te zweren dat hij Andy de waarheid vertelde. Als Tommy dit doet, geeft Norton een teken aan Hadley, die Tommy doodschiet. Zo is de enige die Andy's onschuld kon bewijzen uit de weg geruimd, zogenaamd omdat hij wilde ontsnappen. Andy gelooft hem niet en zegt niets meer voor de directeur te willen doen. Deze dreigt hem al zijn voorrechten te ontnemen en hem het leven tot een hel te maken als Andy met zijn werk stopt. Hij laat hem nog een maand opsluiten om hem psychologisch te breken. Als Andy uit de isoleercel komt, denkt Red dat hij balanceert op de rand van waanzin. Hij koopt een sterk touw van een gevangene, ogenschijnlijk om zichzelf te verhangen, maar hij heeft andere plannen.
Na bijna twintig jaar onschuldig in de gevangenis weet Andy Dufresne op een gure avond te ontsnappen met medeneming van belangrijke papieren van Norton. Hij is al die jaren bezig geweest om met zijn geologenhamertje een tunnel door de dikke muur van zijn cel te graven. Al die tijd bedekte hij het gat met een poster van een pin-upgirl (eerst Rita Hayworth, dan Marilyn Monroe en ten slotte Raquel Welch), terwijl hij het hamertje verborg in zijn bijbel. Via de rioleringspijp komt Andy ver van de gevangenis terecht. Doordat hij door een halve kilometer stront heeft gekropen, konden de honden hem niet ruiken.
De volgende dag haalt Andy al het geld van de "stille" vennoot - die tot die dag eigenlijk niet bestond - van de bank. Paspoort, papieren en alle andere zaken had hij in de gevangenis al geregeld, omdat deze nodig waren om voor Norton ongure bankzaken af te kunnen handelen. Andy zorgt ervoor dat bepaald materiaal van de directeur bij de pers terechtkomt. Als wordt gepubliceerd dat directeur Norton er corrupte praktijken op nahield en zelfs een gevangene liet vermoorden, komt de politie naar Shawshank. Hadley, die medeplichtig is en het schot loste, wordt gevangengenomen. Directeur Norton sluit zich op in zijn kantoor om zich te bewapenen. Hij wil op de agenten schieten, maar ziet in dat dit zinloos is. Hij berooft zich van het leven door zich door het hoofd te schieten.
Uiteindelijk begint Andy een nieuw leven in Zihuatanejo, Mexico, de plek waarvan hij altijd droomde. Later komt Red ook vrij. Na 40 jaar opsluiting in Shawshank krijgt hij gratie. Het leven in de maatschappij valt hem hard. Hij denkt het lot van Brooks te zullen delen, maar hij vindt een aansporing van Andy om voor de toekomst te kiezen. In de gevangenis droomden Andy en hij over hoe het zou zijn als ze vrij waren. Red gaat ook naar Zihuatanejo en ontmoet daar Andy.

## Rolverdeling
| Acteur          | Personage                             |
| --------------- | ------------------------------------- |
| Tim Robbins     | Andy Dufresne                         |
| Morgan Freeman  | Ellis Boyd "Red" Redding              |
| Bob Gunton      | Warden Samuel Norton                  |
| William Sadler  | Heywood                               |
| Clancy Brown    | Captain Byron Hadley                  |
| Gil Bellows     | Tommy Williams                        |
| Mark Rolston    | Bogs Diamond                          |
| James Whitmore  | Brooks Hatlen                         |
| Jeffrey DeMunn  | District Attorney (1946)              |
| Alfonso Freeman | Fresh Fish Con/Jonge Red, Politiefoto |
| Bill Bolender   | Elmo Blatch                           |
| Dion Anderson   | Head Bull Haig                        |
| Brian Libby     | Floyd                                 |

## Achtergrond

### Perspectief
De film wordt gevolgd door de ogen van Red, een gevangene die al jaren voor de komst van Andy Dufresne in de Shawshank zit opgesloten wegens moord. Volgens Red is het leven in een gevangenis hard in het begin, maar na een lange tijd raak je volgens hem 'geïnstitutionaliseerd', dat wil zeggen dat je niet meer zonder zou kunnen, immers, in de gevangenis kun je een gewoon tot zelfs een groot man zijn, terwijl je buiten slechts een kleine man bent die niet meer of moeilijk kan leven met de verantwoordelijkheid en druk van een vrij leven (het verhaal speelt zich rond het midden van de 20e eeuw af).

### Productie
Darabont kreeg van Stephen King de filmrechten op zijn boek, nadat King onder de indruk was van Darabonts korte film The Woman in the Room (1983). Hoewel de twee vanaf dat moment nog veel met elkaar correspondeerden, kwam de verfilming van The Shawshank Redemption pas in 1987 ter sprake. Darabont zou later ook The Green Mile (1999) regisseren.
Rob Reiner, die voorheen Kings verhaal The Body had bewerkt tot het script voor de film Stand by Me (1986), bood 2,5 miljoen dollar om The Shawshank Redemption te mogen schrijven en regisseren. Hij wilde Tom Cruise selecteren voor de rol van Andy en Harrison Ford als Red. Darabont vond Reiners idee voor de film op zich interessant en overwoog ook serieus op het aanbod in te gaan, maar sloeg het uiteindelijk af daar hij The Shawshank Redemption zag als zijn kans om iets groots te doen.
Hoewel het verhaal zich afspeelt in Maine, werd de film grotendeels opgenomen in de Ohio State Reformatory in Mansfield, Ohio. De gevangenis werd na de opnames grotendeels gesloopt. De locatie van de voormalige gevangenis is tegenwoordig een toeristische trekpleister.
Aan het einde van de film wordt "In Memory of Allen Greene" getoond, ter nagedachtenis aan Darabonts agent en beste vriend die stierf net voordat de film uitkwam.

### Muziek
De filmmuziek voor The Shawshank Redemption werd gecomponeerd door Thomas Newman. Het leverde hem zijn eerste Oscarnominatie op.
De filmmuziek bestaat grotendeels uit stukken voor piano. Het hoofdnummer, bekend als End Title, is bij het grote publiek tegenwoordig vooral bekend van filmtrailers van drama- en romantische films.
De film bevat de volgende nummers:
1. May (0:33)
2. Shawshank Prison (Stoic Theme) (1:53)
3. New Fish (1:50)
4. Rock Hammer (1:51)
5. An Inch of His Life (2:48)
6. If I Didn't Care door The Ink Spots (3:03)
7. Brooks was Here (5:06)
8. His Judgement Cometh (2:00)
9. Suds on the Roof (1:36)
10. Workfield (1:10)
11. Shawshank Redemption (4:26)
12. Lovesick Blues door Hank Williams (2:42)
13. Elmo Blatch (1:08)
14. Sisters (1:18)
15. Zihuatanejo (4:43)
16. The Marriage of Figaro: Duettino - Sull'aria, door Edith Mathis, Gundula Janowitz, orkest van de Deutsche Oper Berlin, Karl Böhm (dir.) (3:32)
17. Lovely Raquel (1:55)
18. And That Right Soon (1:08)
19. Compass and Guns (3:53)
20. So was Red (2:44)
21. End Title (4:05)

### Uitgave en ontvangst
The Shawshank Redemption werd op 23 september 1994 in beperkte oplage uitgebracht, en bracht toen in het eerste weekend $727.000 op. Op 7 oktober 1994 werd de film op grote schaal in de bioscopen uitgebracht. In 1995 volgde een heruitgave. In totaal leverde de film in Noord-Amerika 28,3 miljoen dollar op.
Owen Gleiberman van Entertainment Weekly prees de keuze van locaties in de film. Ook werd Morgan Freeman geprezen om zijn rol.
In 1999 noemde Roger Ebert Shawshank op zijn lijst van "Beste films"
Op Metacritic scoort de film 80 uit 100 punten. Op Rotten Tomatoes gaf 90% van de filmcritici de film een goede beoordeling.
In maart 2011 verkozen luisteraars van BBC Radio 1 en BBC Radio 1Xtra Shawshank tot hun meest favoriete film aller tijden. Daarmee liet Shawshank films als Fight Club, Pulp Fiction en Back to the Future achter zich.

## Prijzen en nominaties
The Shawshank Redemption werd genomineerd voor zeven Academy Awards:
- Beste film
- Beste acteur (Morgan Freeman)
- Beste scenario
- Beste cinematografie
- Beste filmmontage
- Beste originele muziek
- Beste geluid (Robert J. Litt, Elliot Tyson, Michael Herbick en Willie D. Burton)

De film won echter geen enkele van deze prijzen. De vele nominaties zorgden er echter wel voor dat de film het in latere jaren nog goed deed bij de verkoop op video en uitzendingen op tv.
De film won wel 12 andere prijzen:
- De ASC Award voor Outstanding Achievement in Cinematography in Theatrical Releases
- De Japan Academy Prize voor beste buitenlandse film
- De bronzen kikker op het filmfestival Camerimage
- De Chlotrudis Award voor beste acteur (Morgan Freeman)
- De Studio Crystal Heart Award op het Heartland Film Festival
- De Hochi Film Award voor beste buitenlandstalige film
- De Humanitas Prize voor Feature Film Category
- 2 Kinema Junpo Awards (beste buitenlandse film en de Readers' Choice Award)
- De Literary Award voor beste scenario
- De USC Scripter Award
- Mainichi Film Concours: beste buitenlandse film.

### Erkenning door het AFI
Het American Film Institute noemt de film op de volgende van zijn lijsten:
- AFI's 100 Years... 100 Movies –genomineerd
- AFI's 100 Years... 100 Heroes and Villains:
  - Andy Dufresne – genomineerde held
  - Warden Samuel Norton – genomineerde schurk
- AFI's 100 Years... 100 Songs:
  - Duettino – Sull'Aria (from The Marriage of Figaro'‘) – genomineerd
- AFI's 100 Years... 100 Movie Quotes:
  - "Get busy livin’, or get busy dyin'." – genomineerd
- AFI's 100 Years of Film Scores – genomineerd
- AFI's 100 Years... 100 Cheers – #23
- AFI's 100 Years... 100 Movies (10th Anniversary Edition) – #72